# Zeekadettenmat
Het zeekadettenmat of mat van Legall is in een schaakpartij de benaming voor een type openingsmat. De oudst bekende variant werd gespeeld door Legall (1702–1792) tegen Saint-Brie, in het Café de la Régence, Parijs, 1750. In die tijd was het niet gebruikelijk dat spelers hun partijen noteerden; spelers en toeschouwers moesten de zetten onthouden en vanuit het geheugen navertellen. De partij verliep vermoedelijk als volgt:
1. e2-e4 e7-e5
2. Lf1-c4 d7-d6
3. Pg1-f3 Pb8-c6
4. Pb1-c3 h7-h6
5. d2-d4 Lc8-g4
6. Pf3×e5! Lg4×d1?

Chevalier de Saint-Brie kon de verleiding van de aangeboden dame niet weerstaan. Beter was 6. ...Pc6×e5 waarna zwart een paard voorstaat.
1. Lc4×f7† Ke8-e7
2. Pc3-d5 # (zie diagram)

In de operette Der Seekadett van Richard Genée uit het jaar 1876 werd deze partij als levendschaakpartij opgevoerd, waardoor zij aan haar naam kwam.

## Kortere variant
Dit type mat is op meerdere manieren te bereiken. Een kortere variant gaat als volgt:
1. e2-e4 e7-e5
2. Lf1-c4 d7-d6
3. Pg1-f3 h7-h6
4. Pb1-c3 Lc8-g4
5. Pf3×e5! (diagram)  
Wit offert zijn dame. Hij negeert de penning, om mat te zetten.
6. ...Lg4×d1?  
Nu volgt mat in twee zetten. Zwart zou ook verloren hebben als hij de beste zet (5. ... d6×e5) had gespeeld. In dat geval zou 6. Dd1×g4 volgen met een zekere pluspion voor wit.
7. Lc4×f7† Ke8-e7
8. Pc3-d5# (diagram)

## Andere versies
Een soortgelijk mat werd door  Ernst Falkbeer 1847 in Wenen gespeeld: 
1. e2-e4 e7-e5
2. Pg1-f3 Pb8-c6
3. d2-d4 e5×d4
4. c2-c3 d4×c3
5. Pb1×c3 d7-d6
6. Lf1-c4 Lc8-g4
7. 0-0 Pc6-e5
8. Pf3×e5 Lg4×d1
9. Lc4×f7+ Ke8-e7
10. Pc3-d5 mat

Ook met verwisselde kleuren is dit matbeeld mogelijk: 
1. e2-e4 Pg8-f6
2. Pb1-c3 d7-d5
3. e4×d5 c7-c6
4. d5×c6 Pb8×c6
5. d2-d3 e7-e5
6. Lc1-g5 Lf8-c5
7. Pc3-e4 Pf6×e4
8. Lg5×d8 Lc5×f2†
9. Ke1-e2 Pc6-d4 mat

herdersmat · narrenmat · zeekadettenmat